# Alessandro Borghese - Piatto ricco
Alessandro Borghese - Piatto ricco, spesso chiamato solamente Piatto ricco, è un programma televisivo italiano prodotto da Banijay Italia, in onda su TV8.

## Il programma
Il programma è un cooking show di produzione originale di Banijay Italia per TV8, rete televisiva di Sky Italia che di solito propone repliche di programmi già ripetutamente trasmessi dalla piattaforma pay.
La trasmissione è iniziata il 1º settembre 2021 in fascia preserale con la conduzione dello chef Alessandro Borghese. Non è il primo programma TV che il conduttore dirige in questa fascia televisiva, infatti in passato aveva già presentato altri programmi per Sky proprio nel preserale.
La conduzione di Piatto ricco è stata affidata a Borghese insieme a quella del nuovo programma Game of Talents sulla stessa emittente, dopo che lo chef ha lasciato le redini di Cuochi d'Italia ai colleghi, uno dei quali accompagnerà lo stesso Borghese anche in questa trasmissione, lo chef Gennaro Esposito.
Su Internet, il programma è visibile on demand solo a pagamento su Now, e in streaming sul sito web di TV8 e di Now.

## Svolgimento
In ogni puntata tre cuochi amatoriali si presentano al primo round con ingredienti portati da casa e cucinando un piatto forte a scelta.
Al termine del primo round, ogni concorrente, oltre allo chef Esposito, assaggia il piatto degli altri. Dopo i vari commenti sulla pietanza, il concorrente che pensa di essere stato il peggiore può premere un pulsante posto sulla propria cucina ed autoeliminarsi con una buonuscita pari a 300 €. Se nessuno preme il pulsante, esce il concorrente che lo chef Esposito ritiene peggiore, però senza alcuna buonuscita.
Successivamente, inizia la fase finale del gioco con il ritorno in cucina dei concorrenti rimasti, che dovranno preparare un piatto con un ingrediente non scelto da loro e alcuni imprevisti pensati dallo chef Esposito per creare difficoltà, che appaiono accompagnati da una forte sirena. Non tutti gli imprevisti implicano difficoltà ad entrambi gli sfidanti.
Come succede al termine del primo round, anche al termine della fase finale il concorrente che si ritiene il peggiore, dopo aver assaggiato il piatto dello sfidante insieme allo chef Esposito, può decidere di autoeliminarsi con il pulsante e accettare una buonuscita, stavolta pari a 500 €. Se nessuno preme il pulsante, esce il concorrente che lo chef Esposito ritiene peggiore, però senza alcuna buonuscita.
Il vincitore di ogni puntata riceve un premio di 1000 €.

## Particolarità del gioco
Le particolarità di Piatto ricco sono diverse, di seguito sono riportate quelle che più di tutte lo contraddistinguono dagli altri cooking show: 
- ai concorrenti è consentito autoeliminarsi;[1]
- ai concorrenti è consentito bluffare agli occhi degli avversari;
- ai concorrenti non è richiesta solamente una buona preparazione culinaria, ma anche nervi saldi e capacità di autogiudizio;[1]
- il conduttore e gli sfidanti in gara si trovano in un ambiente separato da quello dove lo chef Esposito giudica i piatti: quest'ultimo vede, infatti, le pietanze solo quando gli sono presentate dai cuochi, e conosce cosa succede nell'altro ambiente solo grazie ad alcuni brevi interventi del conduttore;
- nella fase finale i giudizi dello chef Esposito sono abbastanza vaghi, per non consentire la comprensione di quale sia il miglior piatto secondo lui;[2]
- non si premiano i concorrenti esclusivamente in base alla meritocrazia, ma anche in base alla loro strategia;[2]
- non è presente nessuna voce fuori campo che accompagna lo svolgimento del programma.